# یواس‌اس هلیوس (ای‌آربی-۱۲)
یواس‌اس هلیوس (ای‌آربی-۱۲) (به انگلیسی: USS Helios (ARB-12)) یک کشتی بود که طول آن ۳۲۸ فوت (۱۰۰ متر) بود. این کشتی در سال ۱۹۴۵ ساخته شد.